# Parc historique de Phu Phra Bat
Le parc historique de Phu Phra Bat  (en thaï : ภูพระบาท ; API : [pʰūː pʰráʔ bàːt]) est un parc du district de Ban Phue (en), dans la province d'Udon Thani, en Thaïlande. Le parc a été créé en 1991. Il a une superficie de 549 hectares (5,49 km2) et il abrite 78 sites archéologiques.
L'origine de ce site historique et préhistorique très célèbre en Thaïlande remonte à plus de trois mille ans, c'est-à-dire à l'âge du Bronze. Certaines formations rocheuses présentent des peintures rupestres préhistoriques illustrées entre autres d'animaux et d'êtres humains.
La caractéristique distinctive du parc est ses formations rocheuses inhabituelles autour desquelles des sanctuaires religieux ont été construits avec, en particulier, des espaces sacrés délimités par des pierres bai sema datant de la période de Dvaravati (VIIe-XIe siècles de notre ère). 
La légende de Nang Usa(นางอุสา-ท้าวบารส), qui est connue dans toute la Thaïlande, puise ses sources dans le parc et raconte l’histoire d’une jeune fille à la beauté envoûtante, qui fut contrainte d’y vivre recluse sous la protection d’un vieil ermite. Elle se laissa séduire par le jeune et fringant Tao Baros, mais leur relation ne pouvait qu'être vouée au malheur... Un aspect de cette légende est sa référence à la rivalité entre les religions hindou et bouddhiste qui coexistaient autrefois dans la région.

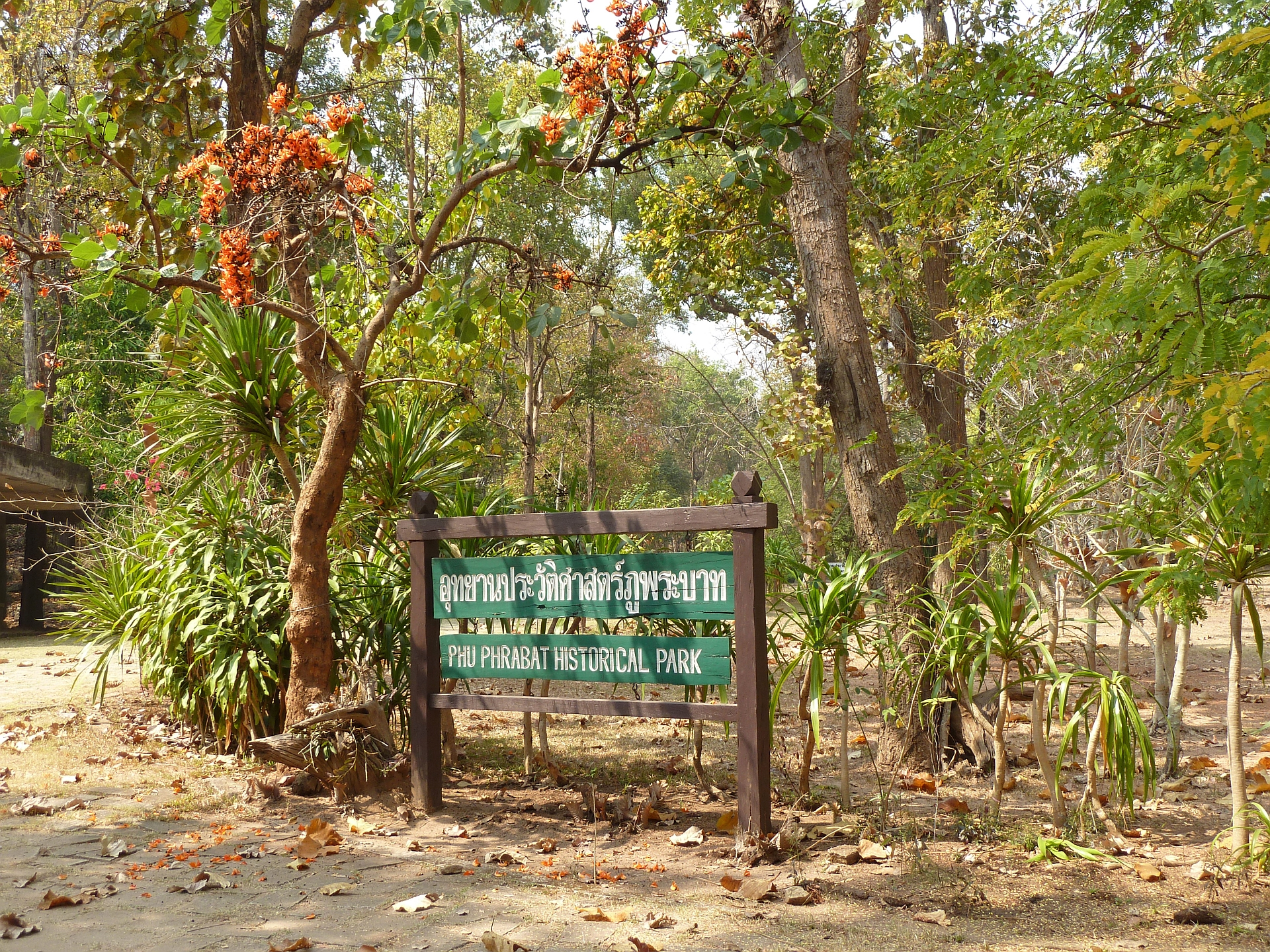
Parc historique de Phu Phrabat
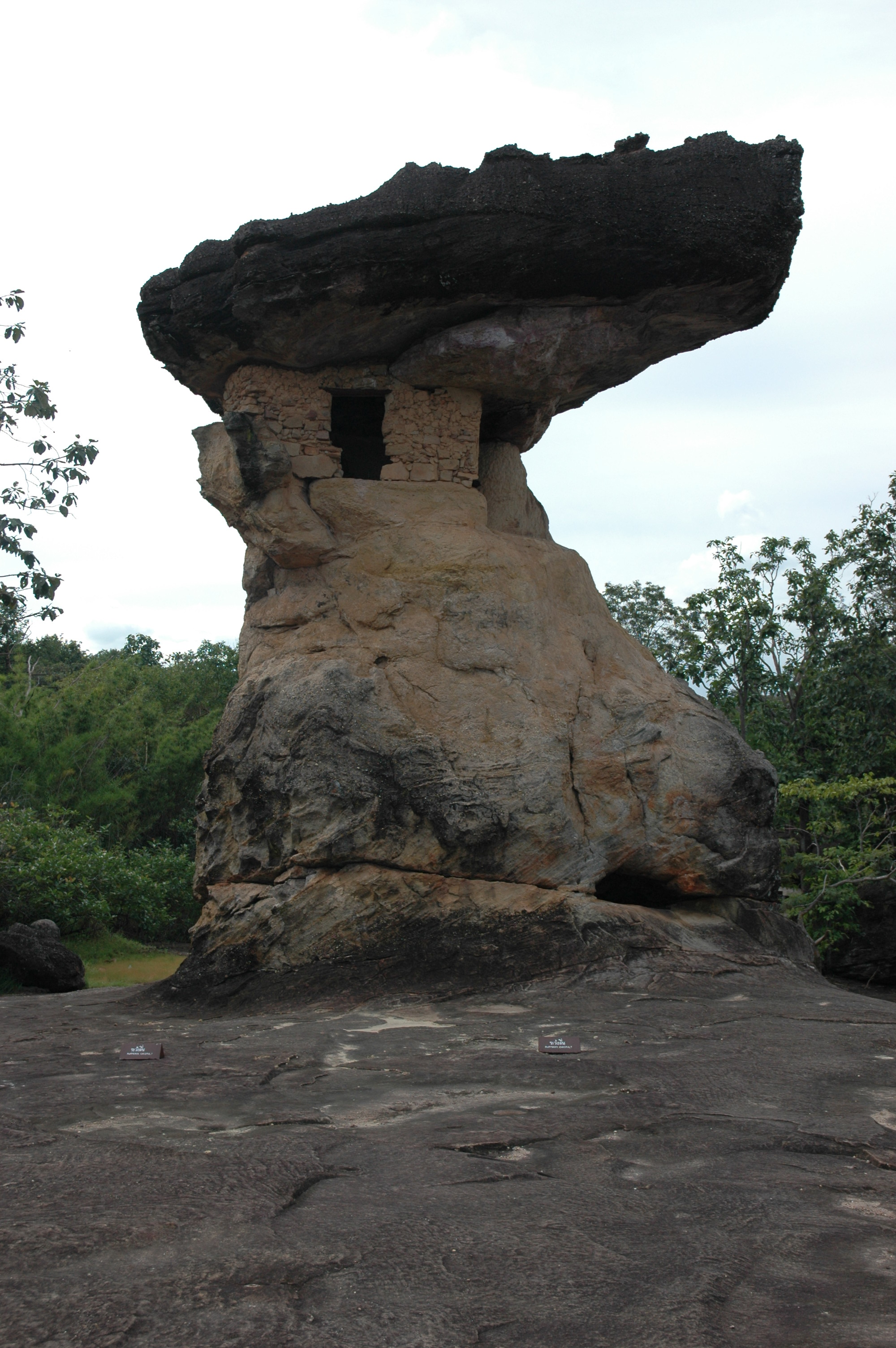
Rocher Hoh Nang Ussa
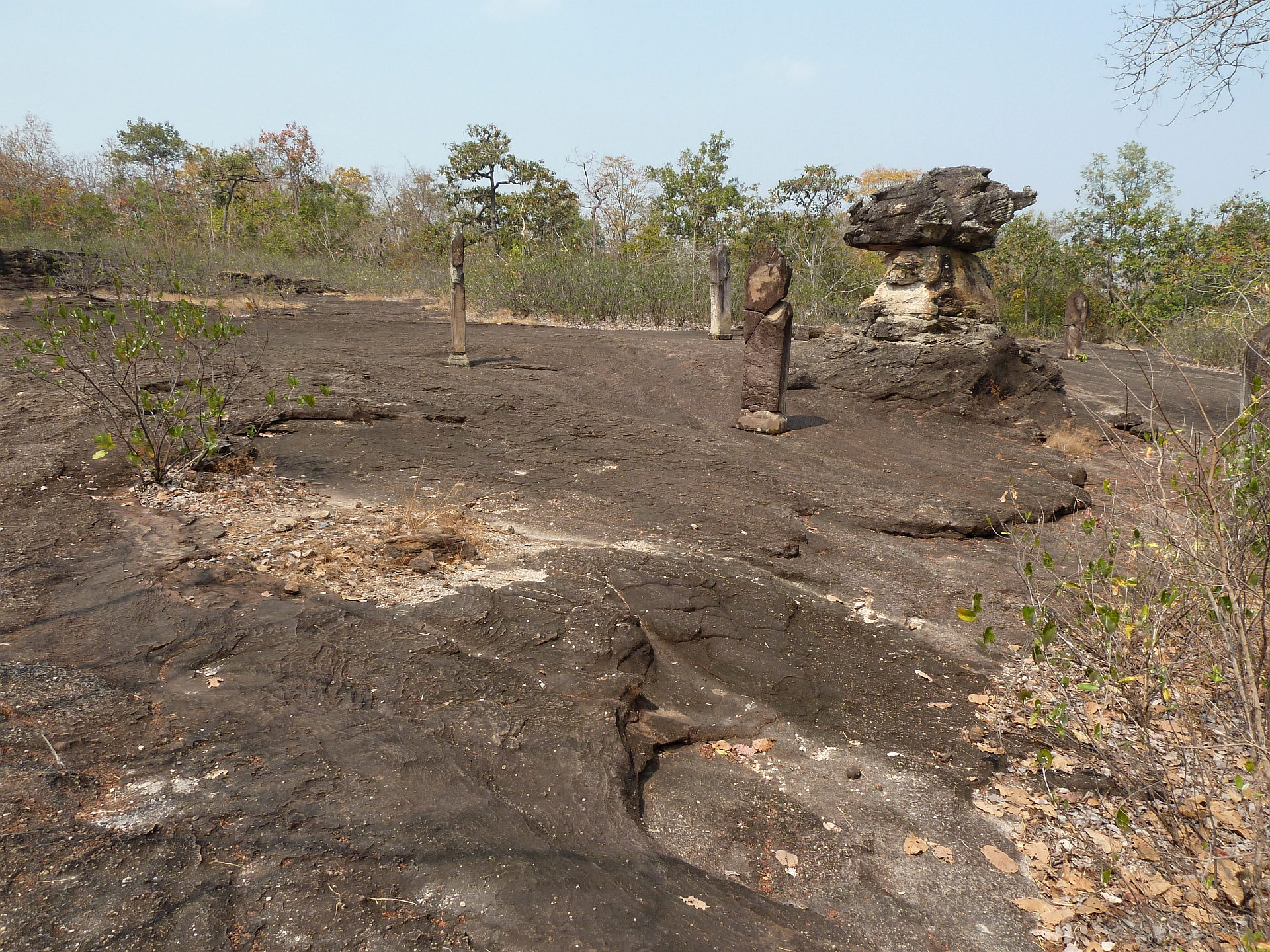
Bai sema de la période dvaravati
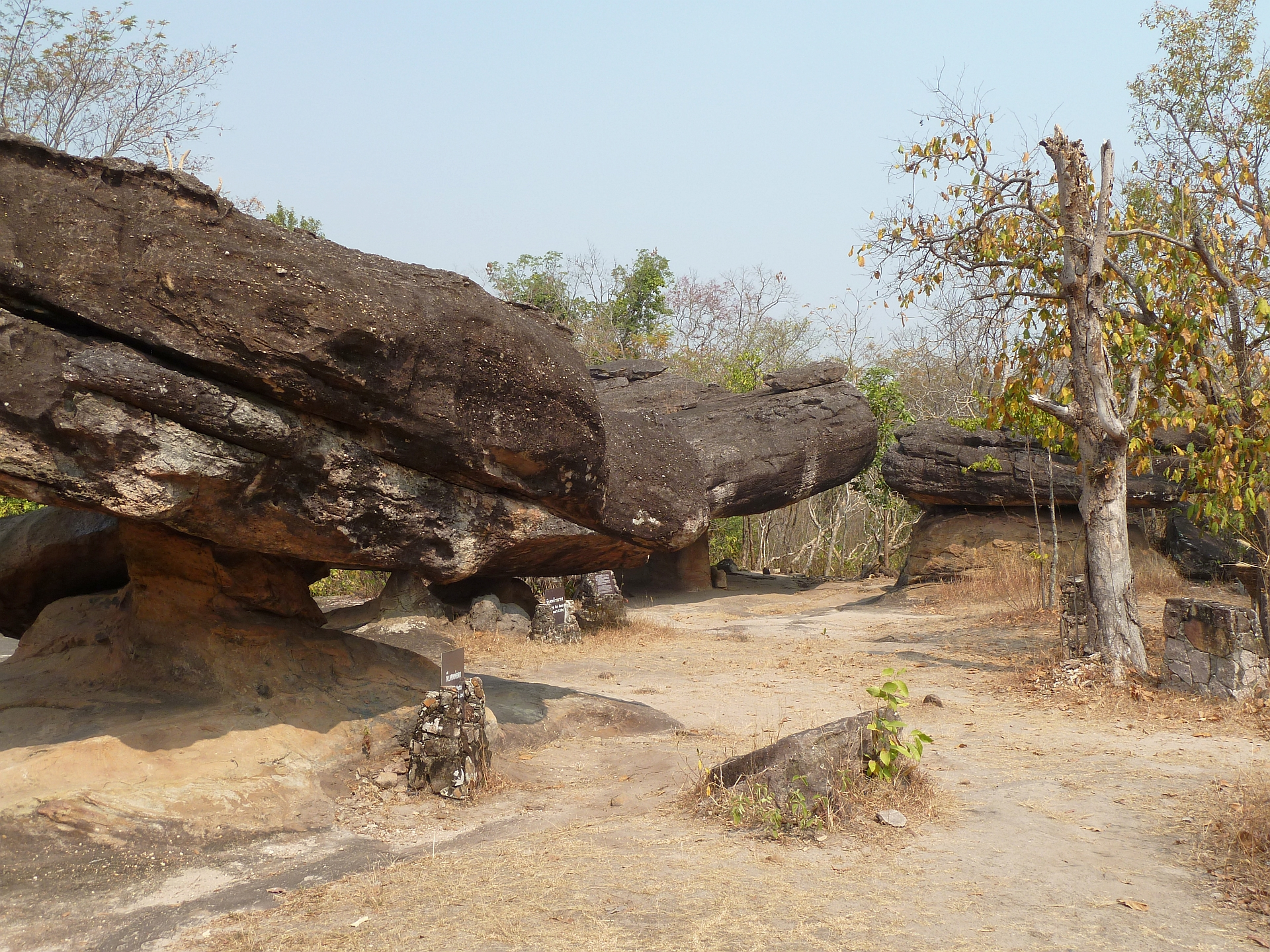
Autres rochers
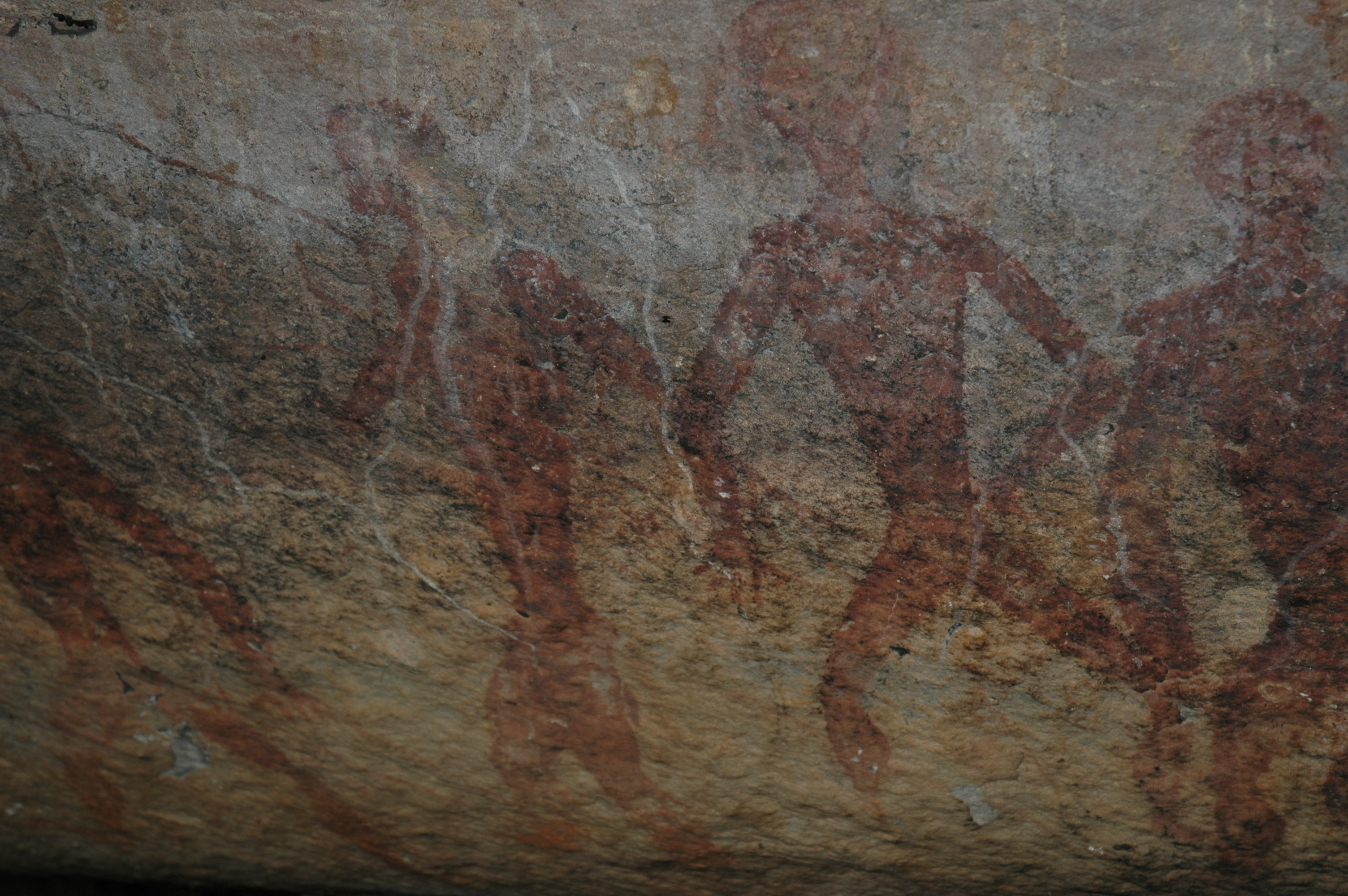
Peinture rupestre préhistorique
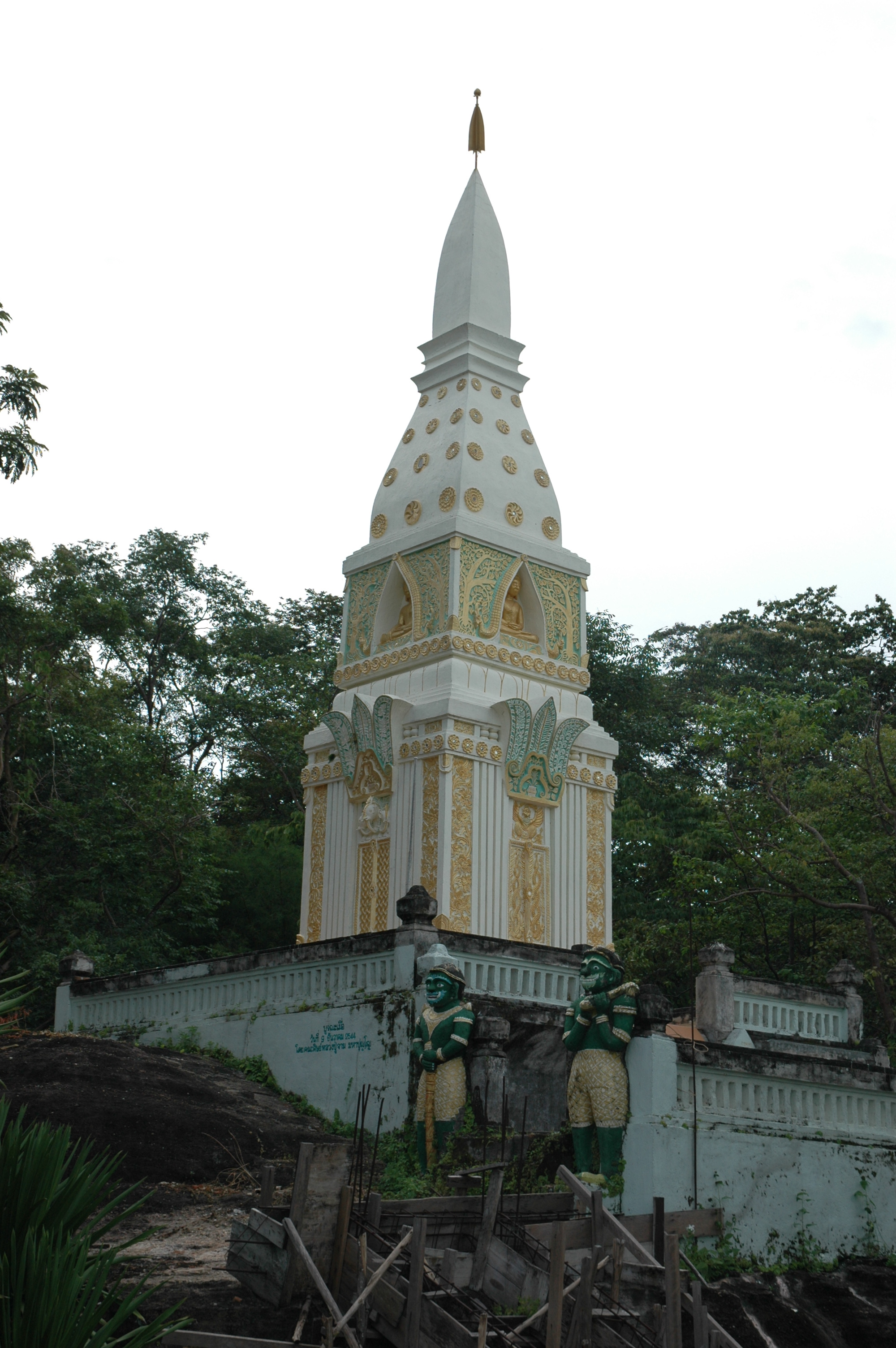
Sanctuaire religieux

Le parc historique de Phu Phra Bat est inventorié sur la lise indicative du patrimoine mondial, indiquant l'intention de la Thaïlande de le proposer pour inscription officielle,,,. Le site est ajouté au patrimoine mondial de l'UNESCO en juillet 2024,,,.